# Gornji Štrpci
Gornji Štrpci (szerbül: Горњи Штрпци), település Bosznia-Hercegovinában, a Bosanska Krajina és a Bosanska Posavina közötti átmeneti területen, Prnjavor község területén, a Szerb Köztársaságban. 

## Fekvése
Bosznia-Hercegovina északi részén, Banja Lukától légvonalban 42, közúton 62 km-re keletre, községközpontjától légvonalban 5, közúton 6 km-re délkeletre, az Ukrina-folyó bal partjától nyugatra fekvő dombvidéken, 140-250 méteres tengerszint feletti magasságban fekszik. Településrészei: Bijelići, Brkovići, Burići, Čavići, Domuze, Gatarići, Glogovac, Gornji Štrpci, Lepiri, Mamutovac, Prodanovići, Radulovići, Ruževci, Segići, Slatinci és Vasići

## Népessége
| Nemzetiségi csoport | Népesség 1991 | Népesség 2013 |
| ------------------- | ------------- | ------------- |
| Szerb               | 1322          | 1190          |
| Bosnyák             | 0             | 1             |
| Horvát              | 4             | 6             |
| Jugoszláv           | 14            | 0             |
| Egyéb               | 16            | 18            |
| Összesen            | 1356          | 1215          |

## Története
A régészeti leletek tanúsága szerint Strpci területe már az őskor kezdetétől sűrűn lakott volt. Területén legalább kilenc őskori lelőhely található, melyekből sok kőkorszaki kőeszköz és kerámia került elő. A leletek között az őskőkor, az újkőkor és a bronzkor is szép számmal képviselteti magát. Az Ukrina mocsaras völgye feletti Gradina nevű lelőhelyen a kora középkorban vár is állt. Itt a falmaradványok között számos kerámiatöredék is előkerült.
A település 1878-ig tartozott az Oszmán Birodalomhoz, ekkor a berlini kongresszus határozata alapján az Osztrák-Magyar Monarchia része lett. 1879-ben az első osztrák-magyar népszámlálás során a Prnjavori járáshoz tartozó akkori Štrbci településnek 161 háztartása és 1088 ortodox lakosa volt. 1889-től az osztrák uralom alá került területekről számos olasz és ukrán család települt be ide. Ami az olaszokat illeti, két vélemény uralkodik az e régiókba való bevándorlás okairól. Az egyik szerint földcsuszamlások és esőzések Valšugame térségében a lakosság életét veszélyeztették, migrációt okozva. Egy másik szerint a selyemhernyó egy ördögi betegséget kezdett terjeszteni, ami arra kényszerítette őket, hogy új életterületet keressenek. Amikor megtudták, hogy Ausztria-Magyarország földet ajánl Boszniában, az akkor Ausztria-Magyarország alá tartozó tiroli régióból olaszok özönlöttek be. Galícia ugyancsak Ausztria fennhatósága alá tartozott, onnan görög katolikus ukránok (ruszinok) vándoroltak be Bosznia-Hercegovinába. Bár termőföldet ígértek nekik, a korábban beköltözött lakosok által elfoglalt termőföld híján az ukránok többnyire megművelhetetlen területekre települtek. 1910-ben a Prnjavori járáshoz tartozó Štrpci településen 208 háztartást, 1628 ortodox, 72 római katolikus és 11 görög katolikus lakost találtak. A monarchia szétesésével 1918-ban előbb a Szerb-Horvát-Szlovén Királyság, majd 1929-től a Jugoszláv Királyság része. 1921-ben 359 háztartása és 1979 lakosa volt. Az 1929-es törvény értelmében, amikor Bosznia-Hercegovinát négy banovinára, Drinskára, Vrbaskára, Zetskára és Primorskára osztották, a település a Vrbaska banovina része lett, amelynek székhelye Banja Luka volt Jugoszlávia megszállása után a Független Horvát Állam (NDH) része lett. A második világháború után a település a szocialista Jugoszláviához tartozott. A második világháború után a település a szocialista Jugoszláviához tartozott. A háború után az ukránok nagy része a Vajdaság és Szlavónia nagyobb településeire költözött. 2013-ban Gornji Štrpciben 4, Donji Štrpciben 10 ukrán élt. A daytoni békeszerződést követő területfelosztásnál a település Prnjavor község részeként a Szerb Köztársaság területéhez került.

## Nevezetességei
- Az Úr mennybementele tiszteletére szentelt ortodox plébániatemploma az ortodox temető déli szélén áll. Egyhajós, keletelt épület, félköríves apszissal és templomhajó felett emelkedő harangtoronnyal. A templom 22,80 méter hosszú és 7,80 méter széles, a templom északi és déli oldalán lévő bővítményekkel 12.60 méter. A 20. század elején a štrpci plébánia ortodox szerbeinek nem volt templomuk. A régi, 1864-ből származó, fából készült épület valószínűleg 1877-ben vagy 1878-ban leégett. 1883-ban ugyanott újjáépítették, de ez sem tartott sokáig, mert nagy valószínűséggel a 19. század végén egy tűzvészben leégett. Az 1901-ből származó sematizmus nem említi a štrpci templomot. Az istentiszteleteket faházban vagy a szabad ég alatt tartották. Az új templom a Glogovac-hegyen épült, ahonnan kilátás nyílik a festői környezetre, építési munkálatai 1905-ben kezdődtek és 1907 októberéig tartottak. A felszentelést Evgenije Letica metropolita végezte 1907. október 27-én. A régi plébániaház szerény méretű volt; a jelenlegi 1932-ben épült a hívek adományiból. Néhány éve kezdődött meg a templom bővítése és a homlokzat felújítása.[9]

- Glogovac településrész Szent Illés próféta tiszteletére szentelt ortodox temploma a helyi temető közepén épült. Kis méretű, egyhajós 9X4 méteres épület, félköríves apszissal. Északi oldalán található a harangtorony és egy különböző rendeltetésű helyiség. A harangtoronyban egy harang található. A templom belseje ikonokkal van felszerelve. A refektórium a keleti rész mellett található. Homlokzata megegyezik a közeli plébániatemploméval.[9]

- Brdo – őskőkori telep maradványa a Ganinci nevű területen, a Musin Cer nevű magaslat tágas tetején. Leletei főként kovakőből pattintott kőszerszámok.[4]

- Brijeg – őskőkori település és őskori erődítmény maradványa a Ruževci településrészen, az Ukrina feletti magaslat fennsíkjának nyugati oldalán. Főbb leletei kovakőszerszámok és cseréptöredékek, melyek a késő bronzkorból és a kora vaskorból származnak.[4]

- Grabovac - őskőkori telep maradványa a Ruževci településrészen, az Ukrina völgyétől nem messze emelkedő lankás teraszon. Fő leletei kovakő eszközök és apró kerámiatöredékek ritka példányai az őskor korai időszakából.[4]

- Gradina – kora középkori vár maradványai egy ehnye kiemelkedésen, az Ukrina mocsaras völgyében. A vár egy 35x55 méteres kiemelkedésen állt ott, ahol a Glogovac-patak a Vijakába torkollik. A maradványok egy kisebb tó építése következtében nagyrészt megsemmisültek. A vár földből, kavicsból, tört kövekből és égetett téglákból épült. A dél falak mentén egy kelet-nyugati irányú kavicsozott út haladt. A leletek főként kerámiatöredékekből állnak.[4]

- Kneževina – őskőkori település maradványai a Glogovac településrészen, egy a Vijaka völgyefelé lejtő, hosszúkás dombháton. A leletek ritka kőszerszámokból állnak.[4]

- Musin Cer – paleolit telep maradványai az Ukrina völgye főlé magasodó tágas Musin Cer fennsíkon. A leletek kőszerszámokból állnak.[4]

- Poljce – őskori település és tumulus maradványai a Ružice településrészen. Az Ukrina völgye feletti tágas fennsík déli részén kőszerszámokat és újkőkori cseréptöredékeket találtak. Szántás közben mintegy 30 cm mélységben egy sírkamrára bukkantak, ahol hamvakat és bronzkori edények töredékeit találták. Ugyanennek a lelőhelynek egy kiemelkedő részén egy kisebb tumulus található benne Barica típusú temetkezéssel. A leletek az újkőkorból és a késő bronzkorból származnak.[4]

- Starčeviča Brijeg – paleolit telep maradványai a Begovci településrészen egy kelet-nyugati irányú fennsík platójának nyugati részén, paleolit kőszerszám leletekkel.[4]

- Šipinja – őskori település maradványai a Ganinci településrészen, az Ukrina-folyó és a Glogovac-patak melletti, hosszan elnyúló teraszon. A kőszerszámokon és a cseréptöredékeken kívül a legjeletősebb lelet egy neolit kőszekerce volt.[4]

- Zobište – őskori település a Muse településrészen. Az Ukrina völgyének szélén fekvő lelőhely nagysága 150x200 méter. A leletek újkőkori kőeszközök, kerámiák és egyéb kőszerszámok.[4]